# FC 란타나 탈린
FC 란타나 탈린(에스토니아어: FC Lantana Tallinn)은 탈린을 연고로 하던 에스토니아의 축구 클럽이다. 이 클럽은 1994년에 설립되었으며 1999년에 해체되었다.

## 성적
- 메이스트릴리가 2회 우승 (1995-96, 1996-97)
- 에스토니아 슈퍼컵 1회 우승 (1997-98)